# مانوئل کاپولا
مانوئل کاپولا (انگلیسی: Manuel Coppola؛ زادهٔ ۱۱ مهٔ ۱۹۸۲) بازیکن فوتبال اهل ایتالیا است.
از باشگاه‌هایی که در آن بازی کرده‌است می‌توان به باشگاه فوتبال تورینو، باشگاه فوتبال لچه، باشگاه فوتبال پارما، باشگاه فوتبال مسینا، باشگاه فوتبال سالرنیتانا، باشگاه فوتبال روبور سیه‌نا، باشگاه فوتبال کاتانیا، باشگاه فوتبال چزنا، باشگاه فوتبال امپولی، باشگاه فوتبال جنوآ، و باشگاه فوتبال ترنانا اشاره کرد.